# Vivement dimanche prochain
 (mars 2016).
Si vous disposez d'ouvrages ou d'articles de référence ou si vous connaissez des sites web de qualité traitant du thème abordé ici, merci de compléter l'article en donnant les références utiles à sa vérifiabilité et en les liant à la section « Notes et références ».
Vivement dimanche prochain est une émission de télévision française diffusée sur France 2 de 20 septembre 1998 au 26 juin 2022 et présentée par Michel Drucker.
Le programme a fêté sa cinq centième émission le dimanche 17 avril 2011.[réf. nécessaire]
L'émission est tournée au Studio Gabriel chaque mercredi.

## Principe
Dans cette suite et fin de Vivement dimanche, l'invité de Michel Drucker assiste au passage en revue de l'actualité du moment, avec diverses présentations littéraires ou cinématographiques, des imitations d'humoristes, des tours de magie, etc. ou à d'autres rubriques.
Lors de la suppression de l'émission mère Vivement dimanche entre 2016 et 2018, il n'y a plus d'invité principal mais plusieurs invités qui viennent présenter leur actualité, tout en assistant à des séquences humoristiques.

## Diffusion
De septembre 1998 à juin 2016, l'émission est diffusée chaque dimanche soir en access prime-time de 18 h 50 à 19 h 45.
À partir du 28 août 2016, après la suppression de la première partie Vivement dimanche en début d'après-midi, l'émission est rallongée de 30 minutes. Elle est donc diffusée de 18 h 25 à 19 h 50.
Il y a notamment une première partie Vivement la télé consacrée aux programmes des chaînes France Télévisions et des autres chaînes puis un invité culturel et enfin toujours la présence d'humoristes.
En septembre 2017, l'émission Vivement la télé est supprimée et Vivement dimanche prochain est raccourcie et est diffusée de 17 h 55 à 18 h 55 pour laisser sa place à l'émission d'information 19 h le dimanche de Laurent Delahousse.
Le 26 août 2018, Vivement dimanche est de retour en début d'après-midi après deux ans d'absence, Vivement dimanche prochain est diffusée directement à la suite de l'émission, soit de 15 h 30 à 16 h 25.
Le 28 mars 2021, Vivement dimanche prochain de retour après six mois d'absence, l'émission est raccourcie à 45 minutes au lieu de 55.

## Chroniqueurs
De nombreux chroniqueurs se sont succédé depuis 1998.
Laurent Gerra fait des imitations, ou Anne Roumanoff avec sa tribune humoristique sur l'actualité : On ne nous dit pas tout (Radio Bistrot). Éric Antoine propose ses tours de magie.
Il y a également les interventions d'Olivier de Benoist, et commentaires sur la semaine écoulée par Mathieu Madénian.
Jusqu'en juin 2012, l'invité goûte également les recettes concoctées par Jean-Pierre Coffe ou assiste à la présentation de livres par Claude Sérillon. Depuis leur départ à la rentrée 2012, la littérature et la cuisine ne sont donc plus représentées dans l'émission.
Bruno Masure tenait un billet d'humeur et d'humour, puis Philippe Geluck lui a succédé l'année suivante ainsi que Gérard Miller, Geneviève de Fontenay, Anne-Gaëlle Riccio et Pierre Bénichou.
De septembre 2005 à juin 2010, l'invité est soumis aux questions de Faustine Bollaert.
À la rentrée 2008, Philippe Geluck réapparait dans l'émission et Maud Fontenoy intègre l'équipe pour parler des dangers de la planète. Elle est présente deux fois par mois.

### Récapitulatif
| 1998              | 1999              | 2000            | 2001            | 2002            | 2003              | 2004              | 2005              | 2006              | 2007                  | 2008                  | 2009              | 2010               | 2011               | 2012               | 2013               | 2014               | 2015               | 2016               | 2017               | 2018               | 2019               |             |
| ----------------- | ----------------- | --------------- | --------------- | --------------- | ----------------- | ----------------- | ----------------- | ----------------- | --------------------- | --------------------- | ----------------- | ------------------ | ------------------ | ------------------ | ------------------ | ------------------ | ------------------ | ------------------ | ------------------ | ------------------ | ------------------ | ----------- |
| Benjamin Castaldi | Benjamin Castaldi |                 | Pierre Bénichou | Pierre Bénichou | Pierre Bénichou   |                   | Faustine Bollaert | Faustine Bollaert | Faustine Bollaert     | Faustine Bollaert     | Faustine Bollaert | Faustine Bollaert  |                    |                    |                    | Ben                | Ben                | Ben                | Ben                | Ben                | Tom Villa          |             |
|                   | Philippe Geluck   | Philippe Geluck | Philippe Geluck | Philippe Geluck | Philippe Geluck   | Philippe Geluck   | Philippe Geluck   |                   |                       | Philippe Geluck       | Théo Phan         | Théo Phan          |                    |                    |                    |                    | Arnaud Tsamere     | Arnaud Tsamere     | Arnaud Tsamere     | Arnaud Tsamere     | Alex Vizorek       |             |
|                   | Bruno Masure      | Bruno Masure    | Bruno Masure    | Bruno Masure    | Nicolas Canteloup | Nicolas Canteloup | Nicolas Canteloup | Nicolas Canteloup | Nicolas Canteloup     | Nicolas Canteloup     | Nicolas Canteloup | Nicolas Canteloup  | Nicolas Canteloup  | Olivier de Benoist | Olivier de Benoist | Olivier de Benoist | Olivier de Benoist | Olivier de Benoist | Olivier de Benoist | Olivier de Benoist | Olivier de Benoist |             |
|                   | Gérard Miller     | Gérard Miller   | Gérard Miller   | Laurent Gerra   | Laurent Gerra     | Laurent Gerra     | Laurent Gerra     | Laurent Gerra     | Laurent Gerra         | Laurent Gerra         | Laurent Gerra     | Laurent Gerra      | Laurent Gerra      | Laurent Gerra      | Laurent Gerra      | Laurent Gerra      |                    |                    | Jeanfi Janssens    | Jeanfi Janssens    | Jeanfi Janssens    |             |
|                   |                   |                 |                 |                 | Jean-Pierre Coffe | Jean-Pierre Coffe | Jean-Pierre Coffe | Jean-Pierre Coffe | Jean-Pierre Coffe     | Jean-Pierre Coffe     | Jean-Pierre Coffe | Jean-Pierre Coffe  | Jean-Pierre Coffe  | Jean-Pierre Coffe  |                    |                    |                    |                    |                    | Les Bodin's        | Les Bodin's        | Les Bodin's |
|                   |                   |                 |                 |                 | Anne Roumanoff    |                   |                   |                   |                       |                       |                   |                    |                    |                    |                    |                    |                    |                    |                    |                    |                    |             |
|                   |                   |                 |                 |                 |                   |                   |                   |                   | Geneviève de Fontenay | Geneviève de Fontenay |                   | Éric Antoine       | Éric Antoine       | Éric Antoine       | Éric Antoine       | Éric Antoine       | Éric Antoine       | Éric Antoine       | Éric Antoine       | Éric Antoine       |                    |             |
|                   |                   |                 |                 |                 |                   |                   |                   |                   | Anne-Gaëlle Riccio    | Anne-Gaëlle Riccio    |                   | Chevaliers du Fiel | Chevaliers du Fiel | Chevaliers du Fiel | Chevaliers du Fiel | Chevaliers du Fiel | Chevaliers du Fiel | Chevaliers du Fiel | Chevaliers du Fiel | Chevaliers du Fiel | Chevaliers du Fiel |             |
|                   |                   |                 |                 |                 |                   |                   |                   |                   | Claude Sérillon       | Claude Sérillon       | Claude Sérillon   | Claude Sérillon    | Claude Sérillon    | Claude Sérillon    |                    |                    |                    |                    |                    |                    | Willy Rovelli      |             |
|                   |                   |                 |                 |                 |                   |                   |                   |                   |                       | Maud Fontenoy         |                   | Mathieu Madénian   | Mathieu Madénian   | Mathieu Madénian   | Mathieu Madénian   | Mathieu Madénian   | Mathieu Madénian   | Mathieu Madénian   | Mathieu Madénian   | Julien Courbet     | Roland Magdane     |             |

## Identité visuelle

Logo actuel de l'émission depuis septembre 2011.

## Audiences
| Chaîne   | Date de diffusion         | Invité            | Audience                  | Audience | Références |
| Chaîne   | Date de diffusion         | Invité            | Nombre de téléspectateurs | PDM      | Références |
| -------- | ------------------------- | ----------------- | ------------------------- | -------- | ---------- |
| France 2 | Dimanche 4 novembre 2007  | Dorothée          | 3 500 000                 | 16,6%    |            |
| France 2 |                           |                   |                           |          |            |
| France 2 | Dimanche 20 décembre 2010 | Laurent Gerra     | 4 000 000                 | 18,4%    | [ 2 ]      |
| France 2 | Dimanche 13 décembre 2011 | Nolwenn Leroy     | 4 300 000                 | 19,4%    | [ 3 ]      |
| France 2 | Dimanche 2 décembre 2012  | Serge Lama        | 4 200 000                 | 18,3%    | [ 4 ]      |
| France 2 | Dimanche 13 janvier 2013  | Sheila            | 5 070 000                 | 22,1%    |            |
| France 2 | Dimanche 12 novembre 2017 | François Hollande | 2 050 000                 | 11,5%    |            |
| France 2 | Dimanche 6 octobre 2019   | Nicolas Sarkozy   | 1 550 000                 | 13,8%    |            |